# (53319) 1999 JM8
1999 جاي أم 8 (ويعرف أيضًا باسم (53319) 1999 جاي أم 8 وفق تسمية الكوكب الصغير) (بالإنجليزية: 1999 JM8)‏ هو كويكب ضمن حزام الكويكبات؛ وترتيبه 53319 من حيث الاكتشاف.
اكتُشف هذا الجُرم الفلكي بواسطة بحث لنكولن عن الكويكبات القريبة من الأرض في 13 مايو 1999.

## وصلات خارجية
- (53319) 1999 JM8 في قاعدة بيانات مختبر الدفع النفاث لأجرام النظام الشمسي الصغيرة

- الاكتشاف · مخطط المدار ·  العناصر المدارية · المعلمات المادية

- (53319) 1999 JM8 على موقع ويكي سكاي: DSS2, SDSS, GALEX, IRAS, Hydrogen α, X-Ray, Astrophoto, Sky Map, Articles and images